# Bartolomeo Marliani

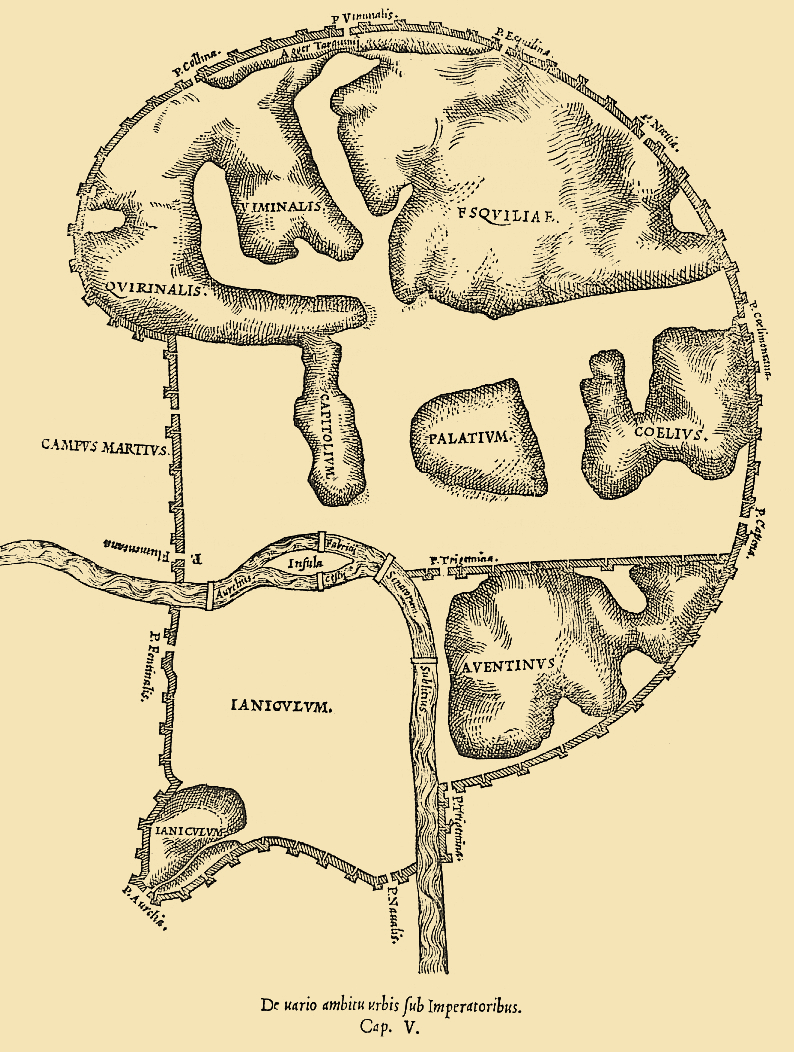
Mauern und Tore Roms, Antiquae Romae topographia, Ausgabe von 1544

Bartolomeo Marliani, auch Giovanni Bartolomeo Marliani, (geboren 1488 in Robbio; gestorben am 26. Juli 1566 in Rom) war ein italienischer Gelehrter des Renaissance-Humanismus, Archäologe und Topograph der Stadt Rom. Von nachhaltiger Bedeutung war seine 1534 erstmals gedruckte Antiquae Romae topographia, die als Standardwerk zur Topographie Roms bis ins 18. Jahrhundert Neuauflagen erlebte und in Auszügen vielen weiteren Werken mitgegeben wurden. In der Auseinandersetzung mit Pirro Ligorio um die Lokalisierung des Forum Romanum konnte er sich nicht durchsetzen, obwohl er mit seiner Einschätzung richtig lag.

## Leben

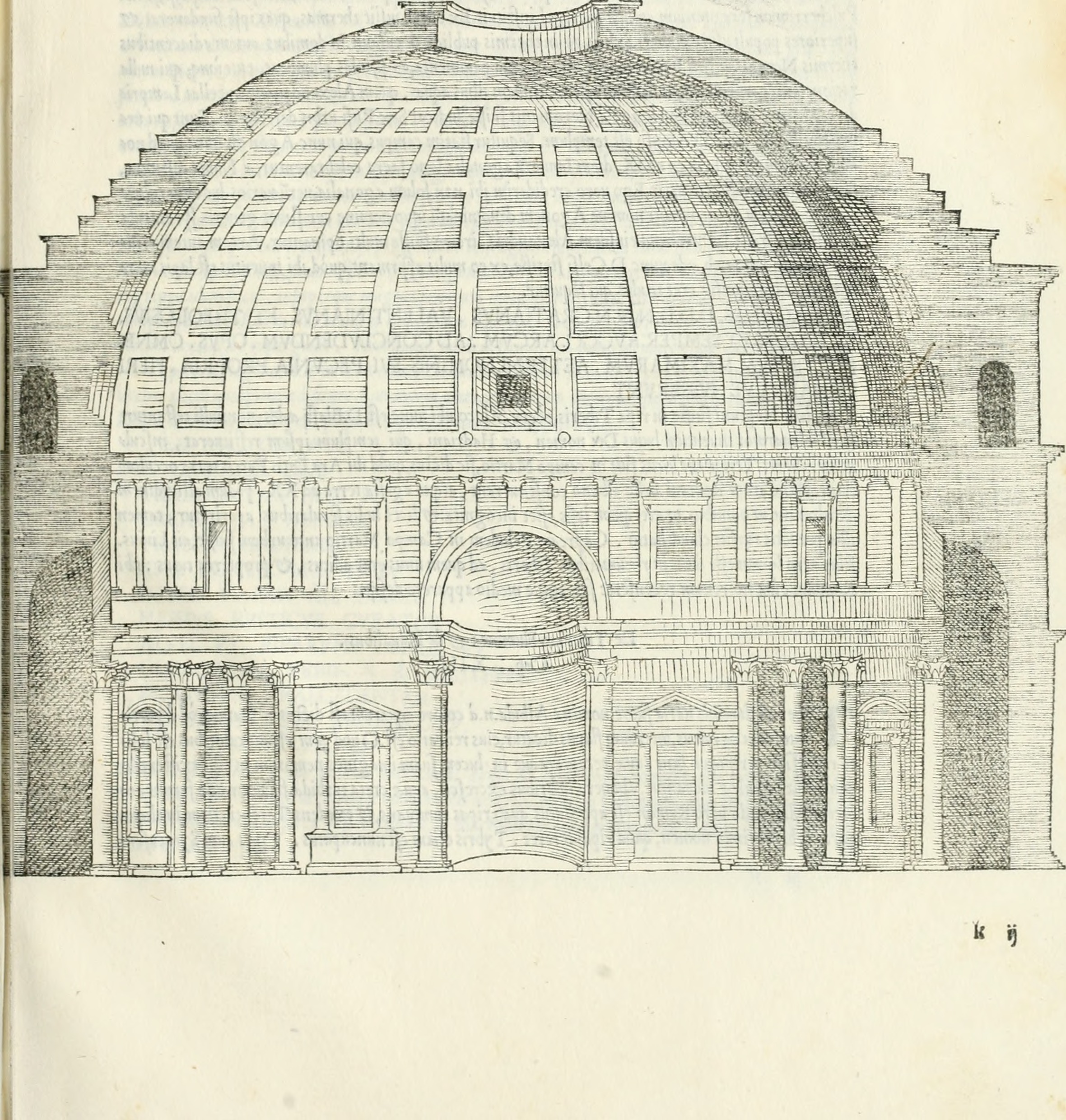
Schnitt durch das Pantheon, Antiquae Romae topographia, Ausgabe von 1544

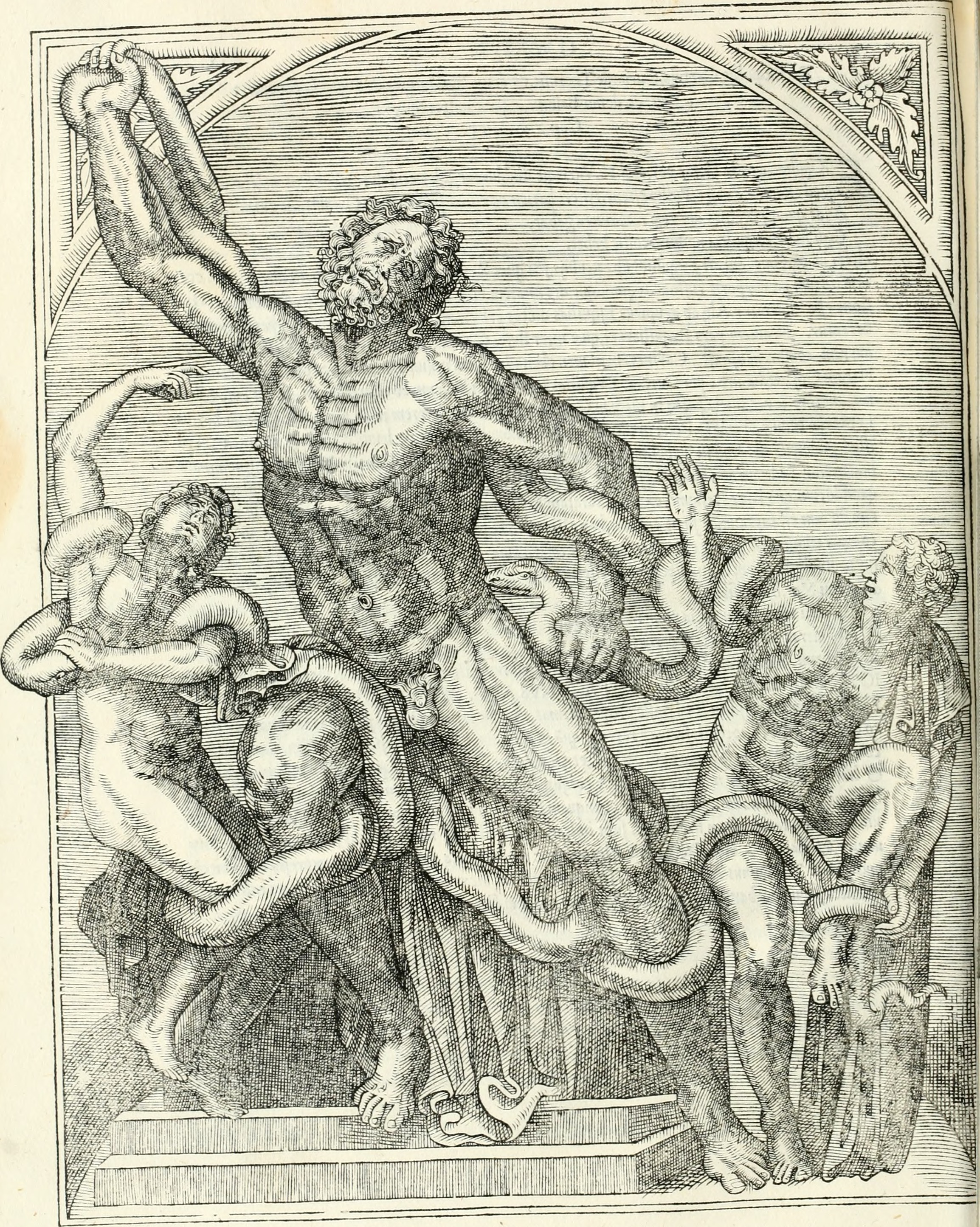
Laokoon-Gruppe, Antiquae Romae topographia, Ausgabe von 1544

Bartolomeo Marliani, Sohn von Gabriele Marliani, studierte in Mailand Griechisch bei Stefano Negri, einem Schüler des griechischen Humanisten Demetrios Chalkokondyles. An der Universität Padua setzte er seine Studien fort und lernte den späteren Kardinal Giovanni Morone kennen. Bald vor 1525 zog er nach Rom, wo ihn Papst Paul III. zum Ritter vom Orden des heiligen Peter ernannte.
In Rom veröffentlichte er im Jahr 1534 sein Hauptwerk, die in sieben Bücher gegliederte Antiquae Romae topographia. Das dem Kardinal Giovanni Domenico De Cupis gewidmete Werk behandelt umfassend die Topographie des antiken Rom. Marliani stützte sich hierbei auf eine akribische Auswertung der antiken Literatur und auf epigraphische Zeugnisse, die seit dem Beginn des 16. Jahrhunderts in den Fokus antiquarischer Studien traten und so den Kalköfen Roms entgingen. Hinzu kamen die Erkenntnisse, die man glaubte aus den beginnenden, meist mit der Suche nach Baumaterial zusammenhängenden „archäologischen“ Untersuchungen gewinnen zu können. Obgleich das Werk voll zahlreicher Fehler steckte, die Marliani auf seine Abwesenheit während der Drucklegung zurückführte, wurde es so begeistert aufgenommen, dass es zahlreiche Neuauflagen erlebte oder in Auszügen anderen Werken beigegeben wurde.
Bereits im selben Jahr gab François Rabelais eine korrigierte, dem Kardinal Jean du Bellay gewidmete Fassung heraus, die bei dem Drucker und Humanisten Sebastian Gryphius in Lyon gedruckt wurde. Thomas Platter fügte 1538 in Basel einen Auszug des Werkes seiner Ausgabe der topographischen Schriften des Julius Pomponius Laetus und des – nicht existierenden – Publius Victor bei. Im Jahr 1544 besorgte Marliani eine eigene Neuauflage, die er um Stiche mit Plänen, Ansichten und Schnitten antiker Gebäude bereicherte. Nachfolgende Neuauflagen basierten auf dieser Textfassung. Eine von Ercole Barbarasa übersetzte italienische Ausgabe erschien 1548, und bis ins 18. Jahrhundert wurde das Werk Marlianis in Italien und anderen Ländern nachgedruckt oder in Auszügen den Ausgaben antiker Autoren wie Titus Livius, Florus oder Sallust als Erläuterung hinzugefügt.
Mit der von ihm besorgten Ausgabe des Jahres 1544 zog sich Marliani aus dem päpstlichen Umfeld zurück, um sich ganz seinen weiteren Studien widmen zu können. Er legte das Mönchsgelübde der Augustiner ab und bezog Quartier im Tor Sanguigna bei Sant’Agostino in Campo Marzio. Bereits 1549 veröffentlichte er die 1547 auf dem Forum Romanum entdeckten Fasti Capitolini. Auch dieses Werk erfuhr Neuauflagen, etwa eine um Erläuterungen aus der Hand Francesco Robortellos ergänzte Ausgabe, die 1555 in Venedig gedruckt wurde.
Neben seinen topographischen Studien widmete sich Marliani umfassend griechischen Schriftstellern. Im Druck erschien lediglich 1545 eine Erstausgabe eines Sophoklestextes, doch umfassten die dem Konvent von Sant’Agostino vermachten Manuskripte unter anderem Arbeiten zu Ilias und Odyssee, zu Hesiod, Aristophanes, Pindar, Strabon, Lukian und Apollonios Rhodios. Viele dieser Arbeiten dienten anscheinend dem Griechischunterricht an Marlianis in Rom unterhaltener Privatschule.
Für das Jahr 1560 ist eine Mitgliedschaft in der von seinem Kommilitonen Giovanni Morone unterstützten Confraternita degli orfani e delle orfane, einer wohltätigen, der Kirche unterstellten Institution, die sich um Waisenkinder kümmerte, belegt. Er selbst gründete eine Laienbruderschaft, die Compagnia di S. Apollonia, die im Januar 1566, wenige Monate vor Marlianis Tod, von Papst Pius V. durch eine Bulle bestätigt wurde.

## Auseinandersetzung mit Pirro Ligorio
Seine topographischen Studien zum antiken Rom, insbesondere zur Lage des Forum Romanum, das er treffsicher an der richtigen Stelle lokalisierte, wurden von einem heftigen Streit überschattet, den Pirro Ligorio anzettelte. Ligorio, in den Worten Christian Hülsens ein „Architekt von Ruf – die Villa d’Este in Tivoli ist sein Werk – als Altertumsforscher ein ehrgeiziger Dilettant“, lokalisierte das Forum zwischen Kapitolshügel und Palatin und äußerte sich verächtlich über Marlianis Werk. Dies nötigte Marliani, in einer Neuauflage seiner Topographia von 1553 einen Nachtrag einzufügen, in dem er dem auferstandenen Romulus, der ebenfalls eine andere Lage des Forums behaupten würde, antwortete: „Romulus, Du bist eben durch den Lethestrom gegangen und hast daher die Lage Deiner eigenen Stadt so vergessen, dass Du denselben Unsinn schwatzest wie der Strepsiades (Ligorio).“ Da Ligorio seine Theorie nachdrücklich und mittels frei erfundener Monumente und Inschriften stützte, setzte sich seine Meinung durch und bis zu den Ausgrabungen des frühen 19. Jahrhunderts blieb die tatsächliche Lage des Forums unbekannt.

## Werke
- Antiquae Romae topographia, libri septem. Rom 1534 (Originalausgabe bei Google-Books; Digitalisat der Ausgabe von François Rabelais, Lyon 1534).
- Hoc libello haec continentur Sophoclis tragici poetae vita non prius in lucem edita. Eiusdem poetae sententiae pulcherrimae. Rom 1545 (Digitalisat).
- Consulum, dictatorum censorumque Romanorum series una cum ipsorum triumphis, quae marmoribus scalpta in foro reperta est, atque in Capitolium translata. Rom 1549 (Digitalisat).